# Robert Phelps
Robert Edward Phelps (ur. 21 lipca 1890, zm. 28 marca 1980) – brytyjski zapaśnik walczący w stylu klasycznym. Olimpijczyk z Sztokholmu 1912, gdzie zajął 29. miejsce w wadze lekkiej.

## Letnie Igrzyska Olimpijskie 1912
| Konkurencja            | Rundy eliminacyjne     | Rundy eliminacyjne     | Klas. końcowa |
| Konkurencja            | Przeciwnik I           | Przeciwnik II          | Miejsce       |
| ---------------------- | ---------------------- | ---------------------- | ------------- |
| 67,5 kg styl klasyczny | Hugo Björklund (SWE) P | Carl Erik Lund (SWE) P | 29.           |